# Милтон (Џорџија)
Милтон (енгл. Milton) град је у америчкој савезној држави Џорџија. По попису становништва из 2010. у њему је живело 32.661 становника.

## Демографија
Према попису становништва из 2010. у граду је живело 32.661 становника.
| Група             | 2000.  | 2010.          |
| Белци             | . (.%) | 23.653 (72,4%) |
| Афроамериканци    | . (.%) | 2.936 (9,0%)   |
| Азијати           | . (.%) | 3.399 (10,4%)  |
| Хиспаноамериканци | . (.%) | 1.959 (6,0%)   |
| Укупно            | .      | 32.661         |